# 韋格納山
80°44′S 23°31′W / 80.733°S 23.517°W
韋格納山（英語：Mount Wegener），是南極洲的山峰，位於科茨地，屬於沙克爾頓山脈中里德山脈的一部分，海拔高度1,385米，在1967年由美國海軍拍攝空中照片，現時由南極條約體系管理。